# La Casanova (Vilanova de Sau)
La Casanova és un monument del municipi de Vilanova de Sau (Osona) inclòs en l'Inventari del Patrimoni Arquitectònic Català.

## Descripció
Masia de planta en forma de "L". Consta de planta baixa i pis. És coberta a dues vessants i el cos més curt s'abriga sota una única vessant que segueix la mateixa inclinació de la teulada. El carener és perpendicular a la façana, que es troba orientada a migdia i presenta un portal rectangular a la planta i un altre al primer pis, formant una mena de balcó. El cos dret que li fa espona també presenta un portal que mira vers ponent. Enfront, i adossat al mur de migdia del mas hi ha un petit cos cobert a una sola vessant i de menys alçada. A llevant s'obre una finestra amb l'ampit motllurat i una espiera. La part de ponent està més reformada però conserva alguna antiga finestra. Està construïda amb granits i conglomerats vermells units amb fang i morter de calç, les obertures són de pedra vermellosa ben repicada.

### Cabana
Construcció de planta rectangular, coberta a dues vessants amb el carener perpendicular a la façana, orientada a migdia. Té planta baixa i un pis. La façana presenta dos grans portals descentrats, un a la planta baixa i l'altre al primer pis. L'interior està compartimentat en habitacions, cosa que sembla indicar que fou un habitatge. La part de llevant és cega i a tramuntana i a ponent hi ha petites finestres. El ràfec sobresurt més per la part de façana. És construïda amb granits i conglomerats units amb morter de calç. Les obertures són de pedra picada del país, de color rogenc.

## Història
Masia que pertany al patrimoni de la Riba. Està situada dins la demarcació de l'antiga parròquia de Sant Romà de Sau dins el terme civil de Sau. Aquest terme experimentà un cert creixement demogràfic al llarg dels segles XVII, xviii i xix. Així, per exemple, al segle xvi comptava amb 16 famílies i al XIA el nombre ascendia a més de 50. La Casanova no consta als fogatges del segle xvi però si es troba al nomenclàtor de la província realitzat al segle xix, per tant es degué construir durant aquest període.